# Янсонс, Ритварс
Ритварс Янсонс (латыш. Ritvars Jansons; род. 24 декабря 1968, Тукумс, Тукумсский район) — латышский историк и политик. Представляет Национальное объединение, депутат 12-го и 13-го Сейма.

## Биография
Ритварс Янсонс родился 24 декабря 1968 года в Тукумсе. Учился в Тукумской средней школе №1 имени Райниса, где активно участвовал в общественной работе, став полноправным членом клуба «Меридиан» республиканской газеты «Пионерис», в который принимали лучших школьников республики, интересующихся  сферой международных отношений. Вступив в комсомол, возглавил в своей школе политический клуб «Планета». В 1986 году школьная команда под руководством Р. Янсонса получила 1-е место, почётный диплом и поощрительную поездку в город-герой Волгоград на весенние каникулы на Республиканском конкурсе политических знаний, организованном Центральным комитетом Ленинского коммунистического союза молодёжи Латвии.
С 1989 года вчерашний школьник стал заведующим историческим отделом Тукумского музея, научным сотрудником.
В 1993 году Ритварс Янсонс окончил историческое отделение историко-философского факультета Латвийского университета. Затем получил степень магистра политологии на факультете социальных наук того же университета. В 2009 году получил степень доктора исторических наук.
Исследования и научные работы Янсона связаны с изучением последствий тоталитаризма. В 1993—1994 годах Р. Янсонс был руководителем региональной группы комиссии Верховного Совета Латвийской республики по расследованию преступлений тоталитарных режимов, затем главным специалистом Центра документирования последствий тоталитаризма. С 1994 года он — главный специалист Центра документирования последствий тоталитаризма. В 1996 году был принят в Центр документирования последствий тоталитаризма Бюро защиты Конституции, где проработал до 2007 года, когда перешёл на должность старшего референта отдела по связям с общественностью и популяризации документов Государственного архива Латвии.
С 2009-го по 2015 год Р.  Янсонс был историком и заместителем директора Латвийского музея оккупации.
Постановлением Кабинета Министров во главе с Лаймдотой Страуюмой от 20 августа 2014 года № 433 был назначен заместителем председателя Комиссии по исследованию деятельности КГБ ЛССР по историческим вопросам.
В октябре 2023 года он стал заместителем директора музея истории и художества Огре.

## Политическая деятельность
На муниципальных выборах 2013 года Р. Янсонс был избран в Рижскую думу по списку Национального объединения. Также баллотировался на выборах в 12-й Сейм, но не был избран. В 2015 году Р. Янсонс стал депутатом 12-го Сейма на время, пока его однопартийка Даце Мелбарде исполняет обязанности министра культуры, а другой его однопартиец, Андрис Вилкс, был вынужден сложить мандат после скандала. Занял место председателя сразу двух комиссий Сейма — по гражданству, миграции и сплочению общества и по правам человека и общественным делам.
Осенью 2018 года Р. Янсонс был избран в 13-й Сейм. В 2020 году занял должность парламентского секретаря Министерства культуры при своём однопартийце Наурисе Пунтулисе.
В 2022 году также баллотировался в Сейм, но не был избран.
В 2025  году он был избран в Рижскую думу, от партии «Национальное объединение».

## Частная жизнь
Был женат на журналистке и политике, члене Национального объединения, спикере 12-го и 13-го Сейма Инаре Мурниеце. В браке родилась дочь. Пара развелась в 2015 году после 22 лет совместной жизни.

## Внешние ссылки
- Портал ЦИК Латвийской республики
- CV на сайте Сейма